# Монастірська трансгресія
Монастірська трансгресія (рос. Монастирская трансгрессия, англ. Monastirian transgression; нім. Monastir-Transgression f) — міжльодовикова трансгресія, яка зумовила підняття рівня моря до 15-20 м і спричинила формування морських акумулятивних терас висотою близько 18 м і 7-8 м на північному узбережжі Середземного моря. Походить від назви гори Монастір на сході Тунісу.